# 图伊斯托
图伊斯托（Tuisto）或图伊斯珂（Tuisco）是古罗马历史学家塔西佗的《日耳曼尼亚志》中记载的日耳曼人的神话祖先，由大地孕育而生，图伊斯托有儿子曼努斯，曼努斯有三个儿子，其子孙分别被命名为英该沃内斯人、厄尔密诺内斯人、伊斯泰沃人，定居于日耳曼尼亚地区。